# 障害者徴兵
障害者徴兵（しょうがいしゃちょうへい）は、徴兵制度を施行している国家で身体的または、精神的な障害のある人を徴兵することをいう。

## 原因
- 例外なく兵役服務を強制する制度・文化
- 兵員数の不足による兵役適格基準の緩和
- 徴兵検査で障害を見つけられなかったり、軽度の障害と軽微な障害の場合には、兵役に適格する基準に当てはまる時
- 上記の三つが複合的な場合

## 障害者徴兵の主たる対象
障害者徴兵は障害の種別を問わない。例えば、下記の障害がその対象であり、軽度の障害・軽微な障害であればあるほど障害者徴兵の対象となる場合が多い。
- 低身長の人(小人症、身長145cm以下)
- 視覚障害
- 聴覚障害
- 知的障害(発達障害に含まれることもある)
- 発達障害
  - 自閉症スペクトラム障害
  - 注意欠陥多動性障害
  - 学習障害
- 遺伝子疾患・染色体異常

## 事例
この事例は障害者の徴兵に関連する事例として、マスコミに知られざるものを含めるとさらに多くの事例がある。
- 第二次世界大戦期の日本では、480人以上の知的障害者が徴兵された[1]。
- 大韓民国で発生した事件の漣川後任兵暴行致死事件の加害者が軍事刑務所(国軍刑務所)に収監された後に同房の収監者たちを暴行し、その暴行被害者の一人が知的障害者であることが確認された[2]。
- 2012年、韓国で知的障害者が殺人事件の加害者となる事件があった。この事件が起こる13年前に徴兵検査で現役に適しているとの判定で徴兵されて軍に服務したが適応することができず、脱営して軍事刑務所で8ヶ月間服役後、除隊したという[3]。
- 朝鮮民主主義人民共和国では、徴兵身体検査で低身長による兵役適格基準を緩和し、低身長の人も徴兵している。朝鮮人民軍に徴兵された低身長の人は140cm台(140cm～149cm)で、年度によって差があり、142cm以上(2012年)[4][5]、145cm以上(2017年)、148cm以上(2020年)[6]などが対象となる。身長によって兵役適格基準が137cm以上の時もあり、身長による兵役合格基準を削除した時もあった[7]。

## 影響
障害者の徴兵は、障害者の人権を侵害するだけでなく、部隊の戦闘力も低下することも起こす。端的な例として、以下のようなことが起こり得る。
- 肢体不自由者：行軍など部隊人員の動きに合わせることができない
- 視覚障碍者：射撃・運転などが不可能
- 聴覚障害者：命令の伝達・警戒勤務の難しさ
- 知的障害者：敵味方を見分けられなかったり、味方に銃を向け、突然叫んで味方位置を露出
- 発達障害者(自閉症スペクトラム障害者など)：知的障害者と同一問題

## 解決策
- 軍縮(兵力数を減らす)
- 兵役合格判定率・徴兵率を下げる
- 徴兵制度を廃止して、志願制度へ転換
- 軍縮も徴兵制度の廃止も困難な場合、徴兵制度と服務環境の改善
  - 障害兵士に配慮した服務環境の改善
  - 兵士が家から兵営へ通勤する式の服務を活性化